# Back to the Future: Music From the Motion Picture Soundtrack
Back to the Future: Music From the Motion Picture Soundtrack – album z 1985 roku zawierający ścieżkę dźwiękową pochodzącą z filmu Powrót do przyszłości.
Utwór „The Power of Love” zespołu Huey Lewis and the News był notowany przez 19 tygodni na liście Hot 100 tygodnika Billboard, a 24 sierpnia 1985 roku zajął 1. miejsce na tej liście. Piosenka była też nominowana do nagrody Oscara za najlepszą piosenkę oryginalną w 1986 roku.

## Lista utworów
1. „The Power of Love” – Huey Lewis and the News
2. „Time Bomb Town” – Lindsey Buckingham
3. „Back to the Future” – The Outatime Orchestra
4. „Heaven Is One Step Away” – Eric Clapton
5. „Back in Time” – Huey Lewis and the News
6. „Back to the Future Overture” – The Outatime Orchestra
7. „The Wallflower (Dance with Me, Henry)” – Etta James
8. „Night Train” – Marvin Berry and the Starlighters
9. „Earth Angel (Will You Be Mine)” – Marvin Berry and the Starlighters
10. „Johnny B. Goode” – Marty McFly with the Starlighters

### Utwory niedołączone do soundtracka[3]
- „Mr. Sandman” – Four Aces
- „The Ballad of Davy Crockett” – Fess Parker
- „Pledging My Love” – Johnny Ace